# Harry Geris
Harry Ted Geris (ur. 22 listopada 1947 w Deurne, zm. 24 kwietnia 2008 w London) – kanadyjski zapaśnik walczący w obu stylach. Trzykrotny olimpijczyk. Odpadł w eliminacjach w Meksyku 1968, siódmy w Montrealu 1972 w wadze 100 kg i dziesiąty w Montrealu 1976 w kategorii +100 kg.
Brązowy medalista igrzysk panamerykańskich w 1975. Uczestnik igrzysk Wspólnoty Narodów w 1966. Trzeci w Pucharze Świata w 1973 i czwarty w 1975 roku.
Zawodnik Uniwersytetu Stanu Oklahoma.